# Кривецкий сельсовет (Липецкая область)
Кривецкий сельсове́т — сельское поселение в Добровском районе Липецкой области. 
Административный центр — село Кривец.

## История
В соответствии с законом Липецкой области №114-оз «О наделении муниципальных образований в Липецкой области статусом городского округа, муниципального  района, городского и сельского поселения» от 2 июля 2004 года Кривецкий сельсовет наделён статусом сельского поселения.

## Население
| 2010  | 2012  | 2013 | 2014  | 2015  | 2016  | 2017  |
| ----- | ----- | ---- | ----- | ----- | ----- | ----- |
| 1016  | ↘981  | ↗988 | ↗1017 | ↘1008 | ↗1026 | ↗1041 |
| 2018  | 2021  |      |       |       |       |       |
| ↘1033 | ↗1101 |      |       |       |       |       |

## Состав сельского поселения
| № | Населённый пункт      | Тип населённого пункта       | Население |
| - | --------------------- | ---------------------------- | --------- |
| 1 | Верещагино            | деревня                      | 15        |
| 2 | Кривец                | село, административный центр | ↘852      |
| 3 | Кривецкое лесничество | посёлок                      | 95        |
| 4 | Кувязево              | деревня                      | 25        |
| 5 | Леденёвка             | деревня                      | 26        |
| 6 | Трастоватский         | кордон                       | 3         |